# 區界站
區界站（日语：／ Kuzakai eki */?）是位於岩手縣宮古市區界，屬於東日本旅客鐵道（JR東日本）的山田線車站。本站位於海拔744公尺的山區中。為山田線上海拔最高車站，也是東北地方海拔最高的車站。截至2021年3月13日時間表修正，下行方向的首班列車是下午6時49分，其終點站為宮古，並成為全國擁有第三遲首班列車的車站（第一位也是山田線內的平津戶站，第二位也是山田線內的松草站）。

## 歷史
- 1928年（昭和3年）9月25日：車站啟用[1]。當時為終點站[1]。
- 1930年（昭和5年）10月31日：鐵路線延伸至松草站[1]。自從成為中途站[1]。
- 1960年（昭和35年）7月15日：除了小型貨物後，結束其餘貨物業務。
- 1970年（昭和45年）10月1日：結束貨物起卸業務。
- 1987年（昭和62年）4月1日：伴隨國鐵分割民營化，車站由東日本旅客鐵道（JR東日本）營運[1]。
- 2015年（平成27年）12月11日：由於發生土石流，車站暫停營業。此站的櫃臺業務繼續營業。
- 2016年（平成28年）9月30日：此站的櫃臺業務暫停營業。
- 2017年（平成29年） 11月5日：上米內至川內之間重開，此站重開。櫃臺業務重開。
- 2018年（平成30年）
  - 3月25日：盛岡至宮古之間閉塞方式隨著變為特殊自動閉塞，此站的交會設備也撤走。上行月台不再使用[2]。
  - 4月22日：盛岡至宮古之間隨著CTC化，此站成為整日無人車站[3][2][4]。
- 2019年（平成31年）3月16日：實施時間表修正，所有快速「谷灣」班次通過此站。停靠此站的列車只有普通列車班次[5]。
- 2020年（令和2年）12月中旬：新車站大樓開始使用[6]。

## 車站構造
本站是地面車站，設有1面1線的單式月台。此站的閉塞在CTC化前為連査閉塞方式。當時可進行列車交會（2面2線的相對式月台，月台之間設有站內平交道）。由於站內需要處理運輸業務，因此本站為直營車站。職員當值時間為5時45分至20時45分。在全盛時期，車站職員共有6名（包括站長與助理2名），當中會安排職員前往上米內站與川內站。在末期，此站也有3名職員當值（包括站長）。
隨著CTC化，現時此站是整日無人車站。而站内只剩下1面1線的月台。此站在過去是由靠近宮古一方的釜石運輸長管轄，現時則由盛岡地區的站長管轄。

## 使用狀況
在2017年度（平成29年度），此站1日平均乘車人次為1人。在JR東日本車站中最少人使用。而在國鐵時代已經很少人使用此站，當時此站主要作用為進行列車交會。在2018年（平成30年）無人化前，此站是JR東日本內有人車站中最少人使用（在2004年度前，最少人使用的是秋田白神站）。原本區界村落位於山區之中，人口已經較少，加上由於私家車的普及，因此使用人次一直較少。此站在1980年代起，急行會在夏季和冬季期間才臨時停車。另外在2019年（平成31年）3月16日所有快速「谷灣」通過此站前，每日只有1往返班次的「谷灣」停靠此站。
以下為近年乘車人次列表：
| 乘車人次變化       | 乘車人次變化     | 乘車人次變化 |
| 年度               | 1日平均 乘車人次 | 參考資料     |
| ------------------ | ---------------- | ------------ |
| 2000年（平成12年） | 10               | [ 統計 2 ]   |
| 2001年（平成13年） | 10               | [ 統計 3 ]   |
| 2002年（平成14年） | 11               | [ 統計 4 ]   |
| 2003年（平成15年） | 9                | [ 統計 5 ]   |
| 2004年（平成16年） | 9                | [ 統計 6 ]   |
| 2005年（平成17年） | 5                | [ 統計 7 ]   |
| 2006年（平成18年） | 5                | [ 統計 8 ]   |
| 2007年（平成19年） | 5                | [ 統計 9 ]   |
| 2008年（平成20年） | 3                | [ 統計 10 ]  |
| 2009年（平成21年） | 1                | [ 統計 11 ]  |
| 2010年（平成22年） | 2                | [ 統計 12 ]  |
| 2011年（平成23年） | 2                | [ 統計 13 ]  |
| 2012年（平成24年） | 3                | [ 統計 14 ]  |
| 2013年（平成25年） | 2                | [ 統計 15 ]  |
| 2014年（平成26年） | 2                | [ 統計 16 ]  |
| 2015年（平成27年） | 1                | [ 統計 17 ]  |
| 2016年（平成28年） | 2                | [ 統計 18 ]  |
| 2017年（平成29年） | 1                | [ 統計 1 ]   |

## 車站周邊
- 國道106號（日语：国道106号）
- 道之驛區界高原（日语：道の駅区界高原）
- 盛岡市立區界少年自然之家
- 岩手縣北巴士（日语：岩手県北バス）「區界」巴士站

## 相鄰車站
東日本旅客鐵道（JR東日本）
■山田線
□快速「谷灣」
通過
■普通
上米內－*大志田－*淺岸－區界－松草
刪除線為廢站。另外，在2016年3月26日時間表修正前，此站與鄰站上米內站之間距離25.7公里（營業距離），為JR東日本內在來線最長站距（在此之前，最長站距為只見線只見站至大白川站之間20.8公里（營業距離）。）。

## 注腳

### 統計資料
1. 1 2 3  . 東日本旅客鐵道.   [2018-07-07]. （原始内容存档于2019-03-25） （日语）.
2. ↑  . 東日本旅客鐵道.   [2018-03-07]. （原始内容存档于2018-02-13） （日语）.
3. ↑  . 東日本旅客鐵道.   [2018-03-07]. （原始内容存档于2019-04-02） （日语）.
4. ↑  . 東日本旅客鐵道.   [2018-03-07]. （原始内容存档于2019-04-02） （日语）.
5. ↑  . 東日本旅客鐵道.   [2018-03-07]. （原始内容存档于2019-04-02） （日语）.
6. ↑  . 東日本旅客鐵道.   [2018-03-07]. （原始内容存档于2019-04-02） （日语）.
7. ↑  . 東日本旅客鐵道.   [2018-03-07]. （原始内容存档于2017-08-08） （日语）.
8. ↑  . 東日本旅客鐵道.   [2018-03-07]. （原始内容存档于2019-03-27） （日语）.
9. ↑  . 東日本旅客鐵道.   [2018-03-07]. （原始内容存档于2017-08-08） （日语）.
10. ↑  . 東日本旅客鐵道.   [2018-03-07]. （原始内容存档于2019-04-02） （日语）.
11. ↑  . 東日本旅客鐵道.   [2018-03-07]. （原始内容存档于2019-04-02） （日语）.
12. ↑  . 東日本旅客鐵道.   [2018-03-07]. （原始内容存档于2016-03-27） （日语）.
13. ↑  . 東日本旅客鐵道.   [2018-03-07]. （原始内容存档于2019-03-26） （日语）.
14. ↑  . 東日本旅客鐵道.   [2018-03-07]. （原始内容存档于2019-04-02） （日语）.
15. ↑  . 東日本旅客鐵道.   [2018-03-07]. （原始内容存档于2016-03-04） （日语）.
16. ↑  . 東日本旅客鐵道.   [2017-01-05]. （原始内容存档于2019-03-26） （日语）.
17. ↑  . 東日本旅客鐵道.   [2017-01-05]. （原始内容存档于2017-08-12） （日语）.
18. ↑  . 東日本旅客鐵道.   [2018-07-07]. （原始内容存档于2017-10-01） （日语）.

## 外部連結
- 車站資訊（區界）：東日本旅客鐵道（日語）